# Ga Janghanpyeong
Ga Janghanpyeong là ga trên Tàu điện ngầm vùng thủ đô Seoul tuyến 5.

## Bố trí ga
| Dapsimni ↑ |
| E/B W/B \| |
| ↓ Gunja    |

| Hướng Tây  | ●Tuyến 5 | ← Hướng đi Banghwa                      |
| Hướng Đông | ●Tuyến 5 | → Hướng đi Hanam Geomdansan · Macheon → |